# Keleti mák
A keleti mák, díszpipacs vagy keleti pipacs (Papaver orientale) a boglárkavirágúak (Ranunculales) rendjébe és a mákfélék (Papaveraceae) családjába tartozó faj.

## Származása, elterjedése
A nemzetség többi fajához hasonlóan Dél-Európából terjedt el az északibb tájakra.

## Megjelenése, felépítése
Felálló, levéltelen, szőrös szára akár 1 m magasra is nőhet. Levelei többszörösen szárnyasan összetettek. 15 cm átmérőjű, kehely alakú, krepp papírhoz hasonló virágszirmai skarlátvörösek vagy egyéb élénk színűek.

## Életmódja, termőhelye
A nemzetség fajainak többségétől eltérően Magyarország éghajlatán is évelő. Fagytűrő, teljes napon, száraz és nedves időben egyaránt fejlődik. Mély, sok tápanyagot tartalmazó talajt igényel. A sekély talajvízre és a túlöntözésre érzékeny.
Jellegzetesen kora nyári virág.

## Felhasználása
Ritkán dísznövénynek ültetik. Ilyenkor virágzás után pár héttel érdemes visszavágni, mert különben megcsúnyul. Ha ehelyett hagyjuk, hogy magvai beérjenek, elszaporodik.

## Képek

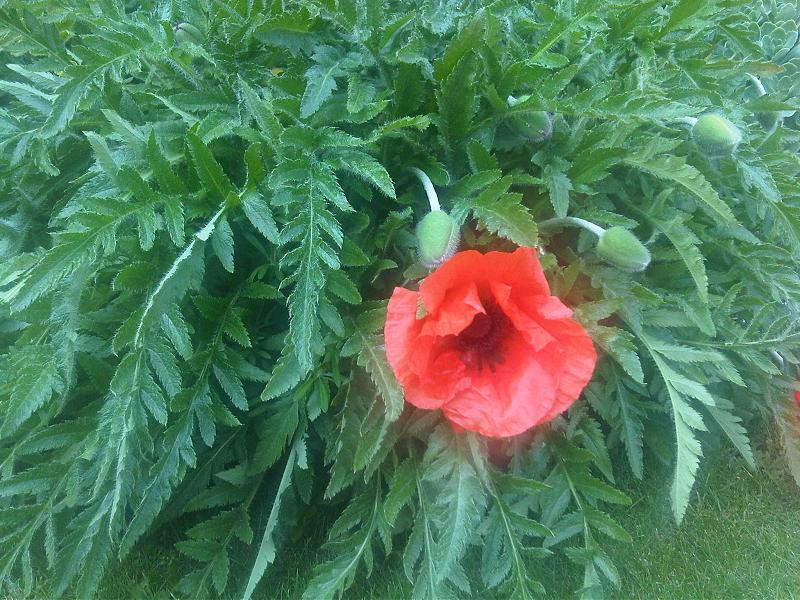
Virág és bimbók.
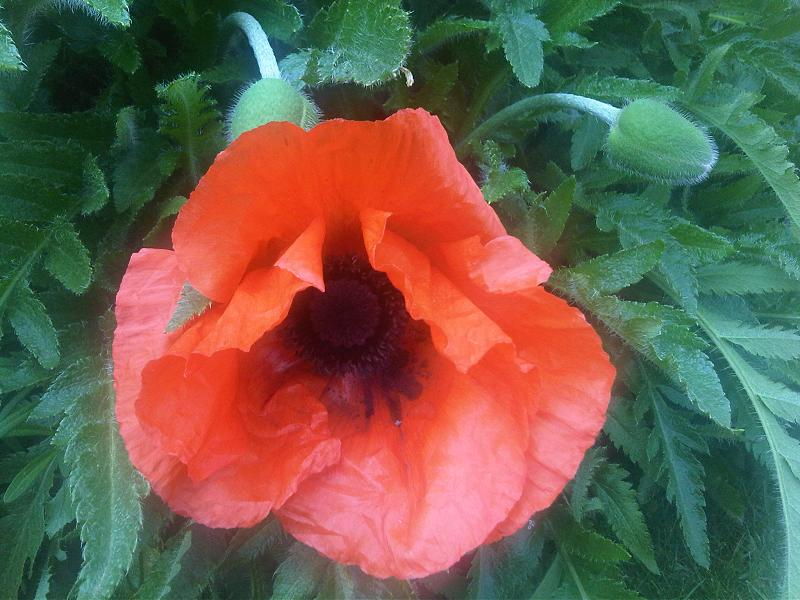
Virága közelebbről.
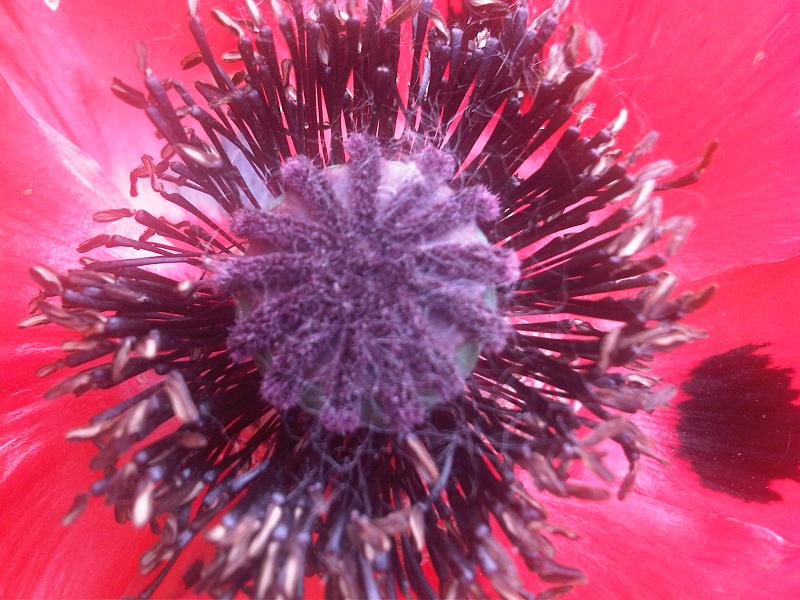
A virág termőtája közelről.
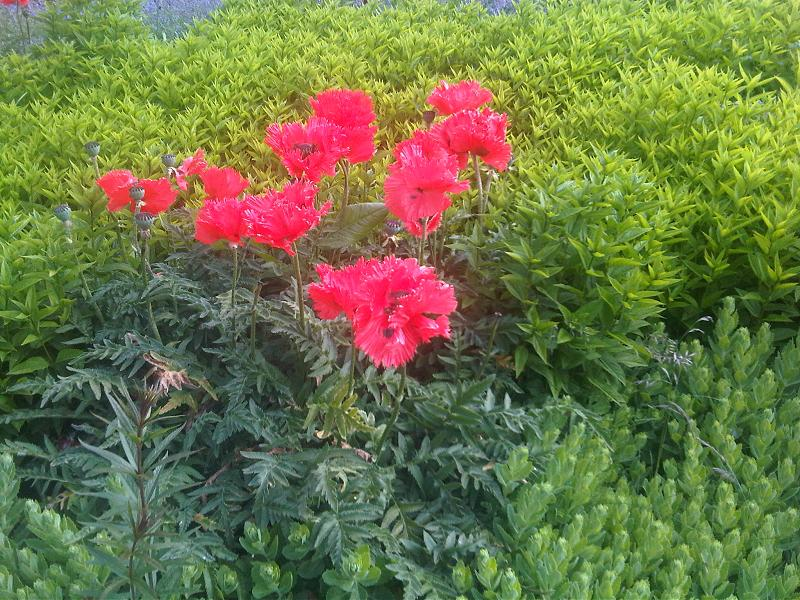
A növények.